# Rivalités dans le football
 (16 juin 2016).
Les rivalités dans le football désignent les antagonismes liés aux confrontations opposant certaines équipes de football concurrentes à travers le monde.
Le football est un sport né en Angleterre au XIXe siècle. Ce sport d'équipe voit s'affronter souvent deux villes d'une même région, deux catégories sociales distinctes d'une même ville, ou deux métropoles concurrentes. Cette vision des équipes comme étant des étendards d'une ville ou d'un milieu social a créé de nombreuses rivalités, dans de très nombreux pays où le football est implanté, et parfois entre les nations.

## Définitions

### Derbys entre clubs

#### Rivalités entre clubs d'une même ville
Par définition stricto sensu, un derby est une confrontation entre « deux équipes voisines ».
Dans certains pays, dont la France, les derbies entre deux clubs d'une même ville sont rares de nos jours en raison de la règle « une ville, un club ». Cependant, ceux-ci ont existé, en particulier à l'époque des ligues régionales, comme à Strasbourg où le Racing Club de Strasbourg et l'AS Strasbourg ont coexisté en Division d'Honneur Alsace, ou à Marseille où l'Olympique de Marseille et le Stade helvétique de Marseille. Il y avait également de nombreux clubs parisiens ensemble en championnat, et ceci également après la création du championnat professionnel, en 1932. De nos jours, les derbies entre clubs d'une même ville sont relativement rares, que ce soit en Ligue 1, Ligue 2, ou National.
Dans les autres pays, la situation est différente. Par exemple, le Championnat d'Argentine de football est quant à lui particulier au niveau des derbies, car treize des vingt participants de la saison 2010-2011 sont basés à Buenos Aires. Les derby sont aussi la manière que le club veut imposer ses idées politiques tels que dans le championnat allemand où les face à face entre le FC Sankt Pauli et l'Hambourg SV, rencontres dénommées HamburgerDerby, sont très tendus puisque tous deux ont des valeurs différentes, de gauche et de droite.
Mais les derbys sont plus nombreux en Grande-Bretagne et en Irlande. Où l'on retrouve d'importants derby considérés tels qu'un derby écossais célèbre est le Old Firm, match opposant le Celtic Glasgow et les Rangers. Ces confrontations peuvent opposer deux communautés : dans le cas du Old Firm, ce sont les Protestants et les Catholiques, des derbys peuvent avoir ainsi des connotations religieuses.

À Londres, on trouve treize clubs professionnels répartis en Premier League ainsi qu'en Championship dont beaucoup ont vécu leur petite ou leur grande épopée et donc ont été au-dessus des autres équipes, parmi les différentes confrontations possibles entre ces clubs, certaines sont considérées comme mythiques et sont ainsi très médiatisées :
- East London derby entre Milwall FC et West Ham United,
- North London derby, entre Arsenal FC et Tottenham Hotspur FC,
- Hammersmith et Fulham entre Fulham FC et le Queens Park Rangers FC,
- West London derby entre Chelsea FC et Fulham FC.

Dans le reste de l'Angleterre, on trouve encore d'autres derbys médiatisés :
- Manchester derby entre le Manchester United FC et le Manchester City FC,
- Derby du Merseyside entre le Liverpool FC et Everton FC,
- derby de Birmingham entre Aston Villa FC et Birmingham City FC.

Les derbys sont également présents dans des pays où le football est d'implantation récente ou dans des pays où il est moins populaire qu'en Europe ou en Amérique du Sud. Par exemple, au Japon, où la première édition du J.League s'est tenue en 1993, il existe un derby de Tokyo, entre FC Tokyo et Tokyo Verdy 1969. Aux États-Unis en Major League Soccer où sa première édition s'est tenue en 1996, il existe beaucoup de rivalités mais la plus notable est celle entre les Sounders de Seattle et les Timbers de Portland dans le cadre de la Cascadia Cup qui remonte au temps de la vielle NASL.

#### Rivalités entre clubs issus de villes différentes
Par extension, on parle de derby entre deux villes issues de deux régions voisines, voire de deux pays voisins. Les rivalités ainsi créées portent souvent le nom de points cardinaux, comme le Derby du Nord, le Derby du Sud, le Derby de l'Est, etc.
Un derby peut aussi se faire entre deux métropoles issues d'une même région, le derby porte alors le nom de la région : derby d'Alsace, derby de la Ruhr, derby de la Normandie, derby de l'Atlas…
Il est aussi possible qu'un derby porte le nom d'un pays pour des raisons variées, ainsi la rencontre entre le Paris Saint-Germain et l'Olympique de Marseille est parfois surnommée Derby de France,. L'opposition entre la Juventus et l'Inter de Milan porte quant à elle le nom de Derby d'Italie. On parle également de Derby of England concernant la rencontre entre Liverpool et Manchester United.

### Rivalités entre sélections
Une rivalité entre l'Écosse et l'Angleterre existe depuis longtemps.

### Rivalités entre joueurs
Il existe également des rivalités entre les joueurs, souvent en ce qui concerne leurs statistiques. C'est notamment le cas pour la rivalité entre Lionel Messi et Cristiano Ronaldo, celle-ci étant cependant surtout entretenue par les médias et les fans plutôt que par les joueurs eux-mêmes.

## Explication des rivalités

### Rivalités géographiques

#### Rivalités régionales éphémères
Lorsque deux clubs issus d'une même région évoluent ensemble en championnat, les rencontres peuvent être assimilées à des fêtes régionales, comme en Alsace en 2010-2011 où SR Colmar et RC Strasbourg étaient ensemble en National. Même le président Jafar Hilali parlait d'« un match sympa »

#### La suprématie régionale
D'autres rivalités régionales se font vraiment dans le but de remporter la suprématie régionale.

### Rivalités sportives

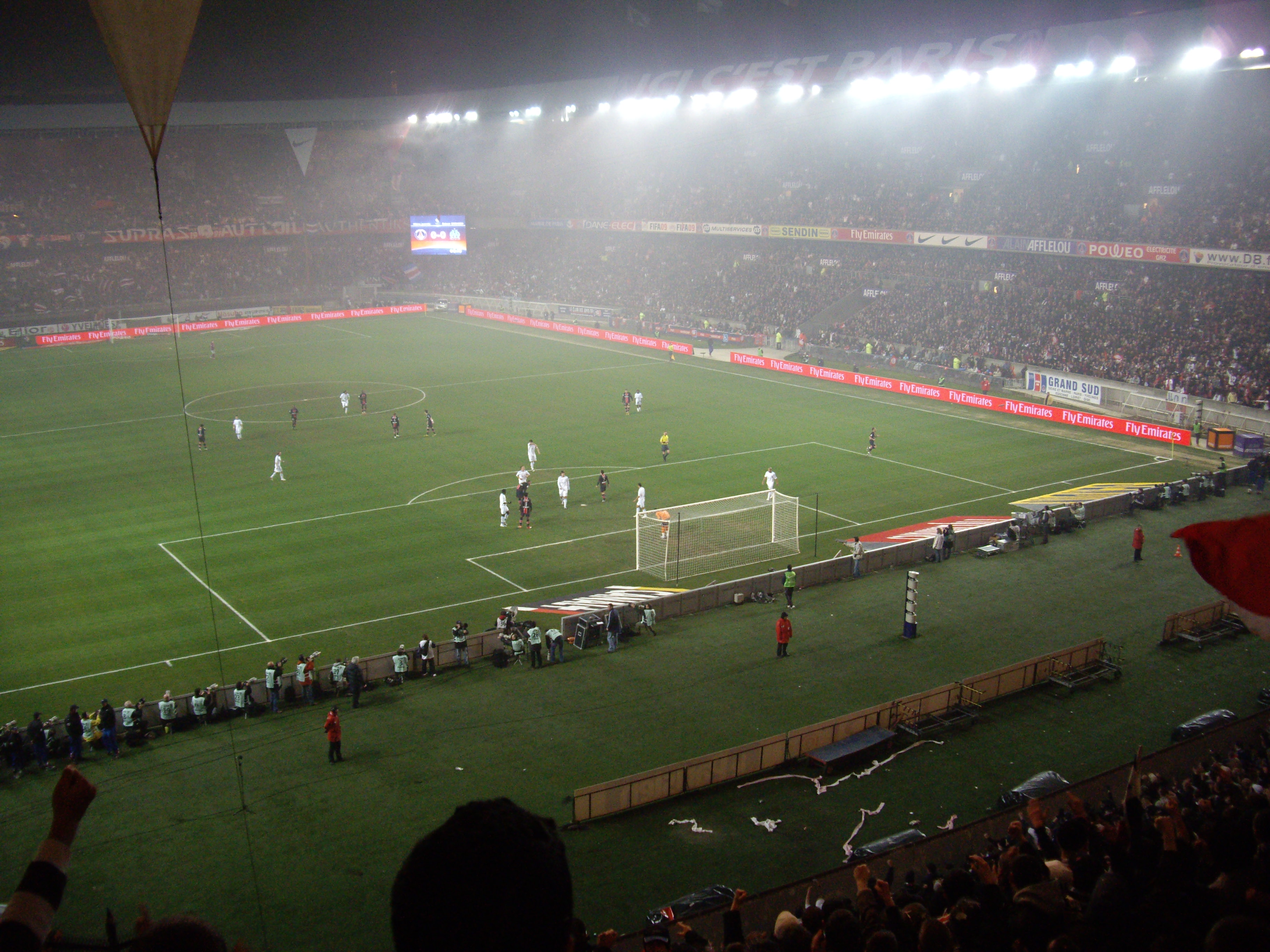
PSG 1 - 3 OM
(du championnat 2008-2009).

Certaines rivalités se créent parce que les deux clubs concernés sont souvent ensemble sur le podium d'un championnat. Il peut s'agir par exemple de la rivalité existante dans les années 1960-1970 entre l'AS Saint-Etienne et le FC Nantes. Le FC Nantes, qui a remporté six titres et cinq vice-titres entre 1963 et 1983, avait pour objectif affiché de « dépasser l'ASSE ». On peut aussi citer la rivalité Bruges-Anderlecht en Belgique, entre les deux clubs les plus titrés du pays. Ces rivalités sont souvent exacerbées par les médias dans le but de faire vendre, c'est le cas par exemple de la rivalité entre l'Olympique de Marseille et le Paris Saint Germain, où Canal+ a créé le différend de toutes pièces dans le but de faire de l'audience.

### Rivalité sociale
Les rivalités sociales sont souvent le fruit d'un raisonnement manichéen opposant une couche de la société à une autre.
La rivalité sociale la plus représentée est celle qui oppose le pauvre contre le riche. C'est le cas par exemple dans le derby stambouliote opposant Fenerbahçe et Galatasaray, le premier club étant plutôt populaire, et le second plutôt réservé à la bourgeoisie, dans la mesure où il a été fondé par l'élite du lycée français de la ville. D'autres derbies ont un public plus ciblé, c'est le cas par exemple du derby de Strasbourg opposant l'AS Strasbourg et le Racing, le premier étant un club bourgeois du centre-ville, et le second un club ouvrier.
À l'échelle d'une région, une rivalité sociale peut aussi se créer entre la métropole principale et une métropole secondaire, c'est-à-dire entre les « citadins » et les « paysans ». C'est le cas par exemple en Bretagne de la rivalité entre EA Guingamp et Stade rennais. La différence se fait déjà par la taille de la ville du club, dans le cas cité ici, l'antagonisme est flagrant, Guingamp étant un bourg d'approximativement 8 000 habitants, et Rennes étant le chef-lieu de la région, avec une aire urbaine de 580 000 habitants.
Ces rivalités peuvent se décliner à l'infini, comme celle qui lie le FC Metz et l'AS Nancy-Lorraine étant une opposition entre nancéiens, ville étudiante et qui doit son développement à l’arrivée des messins ayant fui la guerre de 1870  , et messins de tradition commerciale et chef-lieu d’un département jadis considéré comme un Eldorado français grâce aux richesses produites par les houillères ou les mines de fer.
À l'échelle d'un pays, un derby peut opposer deux mentalités différentes, comme le derby OM-PSG entre l'Olympique de Marseille et le Paris Saint-Germain qui correspond à une confrontation entre la capitale et la deuxième plus grande commune de France, et ainsi à un match entre Province et Capitale, entre « Marseille la populaire contre Paris la hautaine ».

### Rivalités historiques

#### En continuité avec l'histoire de deux cités
Il est possible que deux villes aient été rivales dans un passé plus ou moins récent, et que cette rivalité se retrouve dans les confrontations footballistiques. On peut sur ce point citer le derby lorrain, opposant les clubs des deux métropoles de Lorraine, le FC Metz et l'AS Nancy-Lorraine. La rivalité entre les deux villes est bien antérieure à l'ère du football et remonterait au XIe siècle où se décide le destin des deux villes, Metz se tournant vers le militaire, et Nancy vers l'urbanisme, l'artistique et le culturel. C'est également le cas d'un des derbys bretons, entre le Stade rennais et le FC Nantes, les villes de Rennes et de Nantes ont été toutes deux rivales autrefois pour le rôle de capitale de la Bretagne historique. La même problématique existe pour Rouen et Le Havre. On peut enfin citer le célèbre derby opposant Lyon à Saint-Étienne, deux villes distantes d'une soixantaine de kilomètres qui ont été, à des périodes différentes, les clubs phare du football français.
Cette rivalité rejoint parfois la rivalité politique.

#### En continuité avec l'histoire de deux pays
Sans qu'il n'y ait forcément des aspects politiques dans les rencontres opposant deux nations, les animosités historiques qui les ont opposées durant de nombreuses années peuvent se ressentir dans les matchs de football. Un exemple frappant est celui des confrontations footballistiques entre l'équipe de Pologne, et la Nationalmannschaft allemande ou la Sbornaya russe (et avant elle l'URSS), marquées par l'histoire de la Pologne qui a subi plusieurs fois dans son histoire le joug de ces deux puissances. Il en est de même entre l'Allemagne et les Pays-Bas, ces derniers ayant subi une dure occupation nazie pendant la Seconde Guerre mondiale mais la rivalité s'est ensuite nourrie de matchs au sommet, les deux sélections ayant rivalisé pour la suprématie mondiale ou européenne.

#### En réaction à un événement
Une rivalité peut aussi se créer en réaction à un événement. En France, on peut citer la rivalité existante entre l'En Avant de Guingamp et le Stade brestois. Elle date de 1991, lorsque le club de Brest est mis en liquidation judiciaire. Les supporters brestois pensent alors que Noël Le Graët, alors président de la Ligue nationale de football, a abusé de son pouvoir pour réduire à néant la concurrence dans cette partie de la Bretagne opposée à l'En Avant de Guingamp, club qu'il présidait depuis vingt ans. 
En Belgique, la rivalité Bruges-Anderlecht peut être datée précisément au 12 mars 1972. Ce jour-là, Bruges qui se trouve en tête du championnat alors que celui-ci avait été dominé depuis près de 20 ans par Anderlecht et le Standard de Liège, rencontre Anderlecht. Bruges est battu 2-0 mais reste en tête du championnat. Il le perdra finalement lors de l'ultime journée. Bruges fait match nul contre le Racing White alors qu'Anderlecht, à l'extérieur, écrase Saint-Trond par 5 buts à 1. Anderlecht, qui n'a jamais été en tête de toute la saison, finit champion de Belgique à égalité de points avec Bruges mais une meilleure différence de buts (+7).

### Rivalité politique
Certains clubs se réclament explicitement ou implicitement d'un bord politique. C'est le cas entre le CSKA Sofia et le Levski Sofia, le premier se réclamant des militaires et des anciens communistes, le second étant connoté plus libéral.
La politique est aussi source de rivalité entre les équipes nationales, comme le match Serbie - Croatie qui est sujet à de nombreux affrontements entre supporters.

### Rivalité médiatique
C'est le cas lorsque le derby est créé par les médias de masse dans le but d'augmenter leur audience. L'exemple typique est le match OM-PSG en France.